# 司法教官・穂高美子
『司法教官・穂高美子』（しほうきょうかん ほだかよしこ）は、2011年から2017年までテレビ朝日系で放送されたテレビドラマシリーズ。全6回。主演は水野真紀。
第4作までは（『土曜プライム』の一企画扱いに降格前の）『土曜ワイド劇場』にて、第5作は『土曜プライム・土曜ワイド劇場』で、第6作は『日曜ワイド』でそれぞれ放送された。

## 登場人物

### 司法研修所
穂高美子
演 - 水野真紀
検察教官。
東京地検から異動してきた元検事。研修所の講義での厳しい姿勢について修習生たちからは尊大な人間と捉えられ、名前の「高」「美」をもじって「タカビー」とあだ名をつけられている。独身。
山根浩平
演 - 勝野洋
所長。
美子を東京地検から引き抜いた人物。
小宮譲
演 - 筧利夫
民事弁護教官。
民事弁護士。講義では美子とは対極の軽いスタイルであり、修習生たちから、名前の「譲」の読みをもじって「ユル男」とあだ名をつけられている。妻帯者。

### ゲスト

#### 第1作「弁護士志望の殺人犯！凍死した人が全力疾走で逃げた!? 試験に出る殺人トリック」（2011年）
- 豊岡薫（弁護士志望の司法修習生） - 星野真里
- 白木由美（裕一の妻） - 岩崎ひろみ
- 副島五郎（裕一の友人・スーパー経営） - 宮川一朗太
- 村西壮吉（弁護士） - 橋爪淳
- 菅野利江（呉服店従業員） - 松金よね子
- 豊岡里子（薫の母） - 立石凉子
- 佐久間登（無職・薫の元恋人） - 城咲仁
- 津山猛夫（甲府中央警察署 刑事） - 片岡弘鳳
- 白木裕一（呉服店主） - 石井英明
- 戸田正美（司法修習生） - 遠野あすか
- 黒木公介（沼田北警察署 鑑識） - 加藤大祐
- 飯山伸也（司法修習生） - 山内基寛
- 保険会社の社員 - 末広ゆい
- 果物屋店主 - 住若博之
- 武田三郎（ホテルフロントマン） - 片山定彦
- 女装男 - 佐野バビ市
- 目撃者の男 - 山下伸弘
- 佐久間登殺人事件の第一発見者 - 紫子
- 坂本健二（司法修習生） - 綾田俊樹
- 平石奈津子（裕一の愛人） - 小野真弓
- 松村伸治（黒いヘルメットの男） - デビット伊東
- 再現ドラマの出演者
  - 男A - 宮嶋剛史
  - 男B - 田中しげ美
  - 女C - 池亀未紘
  - 男A - 本多新也

#### 第2作「9千万円盗んでも無罪の法律トリック!? 勝手に走り出す現金輸送車の謎 みかんを食べて変身する真犯人」（2012年）
- 桜井真智子（水戸地検の司法修習生） - 中山エミリ（幼少期：濱田帆乃果）
- 陣野正一（龍崎警備保障 警備員） - 村田雄浩
- 上田保夫（龍崎警備保障 警備員・陣野の同僚） - 長谷川朝晴
- 津村武彦（龍崎警備保障 元警備員） - 山口翔悟
- 北原香織（陣野の娘） - 三津谷葉子
- 鈴木千代子（龍崎警備保障 社員） - ふせえり
- 石倉伸行（水戸地検 検事） - 山内としお
- クロちゃん（ご当地ラーメン早食い競争の挑戦者） - クロちゃん（本人役）
- 皆川和成（茨城県水戸中央警察署 刑事） - 丸岡奨詞
- 伊東幸代（司法修習生） - 原扶貴子
- 高山慶太（龍崎警備保障 警備員） - 久保山知洋
- 羽田啓介（司法修習生） - 川村聖斗
- 北原広子（香織の伯母） - 磯西真喜
- 甲介 - 児玉謙次
- 乙吉 - 名取幸政
- 刑事 - 荻野貴継
- 阿部理沙（スナックのホステス） - 吉井怜
- 桜井重蔵（真智子の父） - 寺泉憲
- 龍崎徹（龍崎警備保障 社長） - 中西良太
- 再現ドラマの出演者
  - 女A - イチコ
  - 女B - 富岡英里子
  - 男C - 後藤健
  - 男D - 田口主将

#### 第3作「死亡時刻が二転三転!? 遺産30億強奪トリックを空飛ぶバウムクーヘンが解く!!」（2014年）
- 白鳥歩美（前橋地検の司法修習生・元看護師・白鳥家の三女） - 三倉茉奈（7歳：木佐貫梨里）
- 白鳥真知子（歩美の長姉・“スイーツ姉妹”の姉） - 遊井亮子（幼少期：近藤杏海）
- 白鳥ゆり（歩美の次姉・“スイーツ姉妹”の妹） - 雛形あきこ（幼少期：吉田明花音）
- 下山伸行（軽トラックの運転手・運送会社社長） - 松澤一之
- 白鳥弥生（歩美の母） - 和泉ちぬ
- 飯島誠（歩美を狙うストーカー） - 池内万作
- 北森隼人（真知子の恋人・カリスマ スポーツインストラクター） - 岡田浩暉
- 白鳥健蔵（歩美の祖父・ショッピングモール「クイーンズ白鳥」会長） - 野村昇史
- 白鳥太一（歩美の父・「クイーンズ白鳥」社長） - 加納竜
- 岸谷和久（群馬県警 刑事） - 青山勝
- 花田裕輔（司法修習生） - 坂本真
- 長野悟（司法修習生） - 石川啓大
- 智恵の母 - 村野友美
- 前島典子（司法修習生） - 斉木りえ
- 高橋明子（司法修習生） - 橘由希恵
- 智恵（飯島の恋人・故人） - 吉居亜希子
- 江川蘭（「T-WALL」受付嬢・北森の愛人） - 井上貴惠
- 兎野の近所の住民 - 竹本純平
- 小西洋一（「クイーンズ白鳥」社員） - 古村勇人
- 田所静夫（「クイーンズ白鳥」部長・旧姓「兎野」） - 河相我聞（12歳：小宮明日翔）
- 大林公子（「クイーンズ白鳥」顧問弁護士） - 野村真美（少女期：小林さゆみ）
- 再現ドラマの出演者1
  - 女A（トモコ・心肺停止で死亡） - 岸昌代
  - 男B（女Aの夫） - 大竹周作
  - 男C（女Aの救命処置に失敗） - 加藤圭

- 再現ドラマの出演者2
  - 女A（ホステス・帰宅途中に襲われ負傷し600万円を強奪される） - 時東ぁみ
  - 男B（男Cと共に女を襲う） - ひぐち君（髭男爵）
  - 男C（男Bと共に女を襲う） - 山田ルイ53世（髭男爵）

- 再現ドラマの出演者3
  - 女A（ラーメン店を経営） - イーちゃん
  - 女B（女Aの店の客を奪う） - きーぽん

#### 第4作「死を呼ぶ誓いのキス!? 人気タレント結婚式…空飛ぶ花嫁の連続殺人トリック 銀座の隠れ家バーにボトルキープした悪魔の謎」（2015年）
- 緋村小百合（司法修習生・元タレント） - 高橋愛
- 緋村みどり（小百合の母） - 原日出子
- 村越貴代（「葉山インテリア」社長秘書） - 大路恵美
- 水口夏也（バーテンダー） - 冨家規政
- 葉山玲奈（小百合の友人・光司の娘） - 大塚千弘
- 中川徹（玲奈の婚約者） - IZAM
- 葉山光司（「葉山インテリア」社長） - 斎藤歩
- バー「DARK SIDE」オーナー - 小野了
- 神崎誠（司法修習生） - 井上高志
- 小杉桜子（司法修習生） - 中野若葉
- 緋村義弘（小百合の父・3年前 交通事故で死亡） - 石住昭彦
- 飛田雄二（司法修習生） - 木田健太
- 村越学（「葉山インテリア」子会社社員・3年前 緋村義弘をひき逃げする） - 瑞木健太郎
- 警視庁刑事 - 恩田括
- レポーター - あらいしずか
- 悪徳弁護士 - 依田哲哉
- ホステス - 和希優美、和希詩織
- 軽子（「阿久津ブライダル」社員） - 村瀬美紀
- 鳥羽秀雄（バルコニー点検業者） - 浦野REN
- 原田浩輔（警視庁刑事） - 梨本謙次郎
- 阿久津万里江（「阿久津ブライダル」社長） - 高橋ひとみ
- 再現ドラマの出演者
  - 女A（花嫁・ピーナッツアレルギー） - 野呂佳代
  - 男B（花婿） - 仁科克基
  - 男C - 脇知弘
  - 男D - 宮城大樹

#### 第5作「殺人トリックを暴く法律教室！開廷中に裁判長が毒殺!! 容疑者だらけの法廷をヒソヒソ話で操る真犯人」（2016年）
- 菊池梨花（司法修習生・裁判官志望） - 南沢奈央（高校生：原舞歌）
- 早見昭雄（警視庁捜査一課 刑事） - 益岡徹
- 片桐泉（銀座クラブ「アムルーズ」ママ） - 東風万智子
- 杉崎夏彦（東京地方裁判所 事務官） - 姜暢雄
- 森山健次郎（東京地方裁判所 裁判官） - 大河内浩
- 三浦麗子（銀座クラブ「アムルーズ」ホステス） - 松山メアリ
- 吉原圭輔（居酒屋での録り鉄） - スギちゃん
- 森山智代（森山の妻） - 原久美子
- 佐久間篤（島根弁護士事務所の弁護士・三島あずみの実兄） - 長村航希
- 福沢博之（司法修習生） - 尾崎右宗
- 高田玲央（自殺教唆事件の被告） - 碓井将大
- 辰巳さと子（司法修習生） - 斎藤ナツ子
- 島根清治（島根弁護士事務所の弁護士・高田の弁護担当） - 安藤彰則
- 所達也（警視庁捜査一課 刑事・早見の部下） - 野杁俊希
- 菊池春代（梨花の祖母・小料理「春代」元女将・12年前死亡） - 大原真理子
- 野地肇（居酒屋店長） - 加藤大祐
- 三島あずみ（高田の元恋人・3か月前 ビルから飛び降り自殺） - 奈良怜那
- 元子（梨花の知り合い） - 野口かおる
- 棚橋省吾（25年前に杉崎の母をひき逃げした容疑者） - 村松和輝
- 飯島由美子（東京地方裁判所 書記官） - 濱田マリ
- 再現ドラマの出演者
  - 女A（被害者） - 小森麻由（梅小鉢）
  - 男B（女Aと結婚） - 若井おさむ
  - 女C（数日前 女Fに包丁をプレゼント・男Bと過去に交際） - 高田紗千子（梅小鉢）
  - 女D（女Aが死亡して数か月後に男Bと交際） - みかん
  - 男E（女Dの元恋人） - ぬまっち
  - 女F（男Bの元恋人・女Aを刺殺） - 小出真保

#### 第6作「美人弁護士の裏の顔 他人をかばって無罪になる法律トリック!?」（2017年）
- 橋本めぐみ（第68期 司法修習生・川口法律事務所 新人弁護士・本名「西川理沙」） - 上原多香子
- 岡田浩輔（定食「岡ちゃん」主人） - 上杉祥三
- 高野鉄平（高野鉄平を名乗る男・本名「水口陽一」・元福岡の闇金業者） - 落合モトキ
- 神崎久彦（警視庁北区南警察署 刑事） - 戸井勝海
- 西野明（警視庁北区南警察署 刑事） - 小林健
- 金森奈緒子（フリーライター） - 楊原京子
- 高野鉄平（本物の高野鉄平・橋本めぐみの弟・ホームレス） - 湯川尚樹
- 吉沢雄一（第68期 司法修習生） - 森廉
- 中根琴乃（第68期 司法修習生） - 西岡優妃
- 高野（鉄平と養子縁組した母） - 高橋珠美子
- 川口（川口法律事務所 所長） - 成清正紀
- アナウンサー - あらいしずか
- 橋本めぐみ（本物の橋本めぐみ・11年前死亡） - 松下恵
- 水嶋由希（定食「岡ちゃん」店員） - 落合萌
- 再現ドラマの出演者
  - イベント会社社長 - ダイアモンド☆ユカイ
  - 社長の愛人 - 片山萌美
  - 愛人1 - 天木じゅん
  - 愛人2 - 塚本舞
  - 社長の息子 - 今野浩喜
  - 会社専務 - バッファロー吾郎A

## スタッフ
- 脚本 - 奥村俊雄、戸崎省、末安正子、酒巻浩史、山岡真介、安井国穂、小峯裕之
- 音楽 - 瀬川英史
- 監督 - 本橋圭太、伊藤寿浩
- 選曲 - 岩下康洋
- 音響効果 - 帆苅幸雄（1）、岩下康洋（2 - ）
- 法律監修 - 日比谷共同法律事務所（成田茂、鈴木智有、宮岡遼）
- 脚本協力 - 千葉和彦（1）、五十嵐暁美（2）、末安正子（6）
- カースタント - シールズ（1）、野呂慎治（2）、海藤幸廣（3）
- スタントコーディネーター - 釼持誠（2 - ）
- 技術協力 - バル・エンタープライズ（1 - 3、5-）、ジェニック（4）
- 編集・MA - 松竹映像センター
- ゼネラルプロデューサー - 関拓也（テレビ朝日 / 6）
- プロデュース - 関拓也（テレビ朝日 / 1 - 5）、秋山貴人（テレビ朝日 / 6）、佐々木淳一（松竹）、渡邊竜（松竹 / 2 - ）
- プロダクション協力 - 松竹撮影所東京スタジオ
- 制作 - テレビ朝日、松竹

## 放送日程
- 第4作は『フィギュアスケートグランプリシリーズ2015・第2戦』のため、15分繰り下げ（21時15分から23時21分まで）での放送。
- 第5作は2017年8月27日の『日曜ワイド』に、「ミステリー傑作選」として短縮版を再放送した。
- 第6作は、当初2017年6月18日に放送が予定されたが、野際陽子（女優）の訃報を受け、同日の『日曜ワイド』枠の放送内容が『特別編 追悼特別番組 野際陽子さんを偲んで』に変更されたことに伴い、同年10月1日に本放送となった。

| 話数 | 放送日         | サブタイトル | 脚本              | 監督     |
| ---- | -------------- | --- | ----------------- | -------- |
| 1    | 2011年09月03日 | 弁護士志望の殺人犯！凍死した人が全力疾走で逃げた!? 試験に出る殺人トリック                                        | 奥村俊雄          | 本橋圭太 |
| 2    | 2012年09月01日 | 9千万円盗んでも無罪の法律トリック!? 勝手に走り出す現金輸送車の謎 みかんを食べて変身する真犯人                    | 戸崎省 末安正子   | 本橋圭太 |
| 3    | 2014年05月31日 | 死亡時刻が二転三転!? 遺産30億強奪トリックを空飛ぶバウムクーヘンが解く!!                                          | 酒巻浩史 末安正子 | 本橋圭太 |
| 4    | 2015年10月31日 | 死を呼ぶ誓いのキス!? 人気タレント結婚式… 空飛ぶ花嫁の連続殺人トリック 銀座の隠れ家バーにボトルキープした悪魔の謎 | 山岡真介          | 本橋圭太 |
| 5    | 2016年10月29日 | 殺人トリックを暴く法律教室！開廷中に裁判長が毒殺!! 容疑者だらけの法廷をヒソヒソ話で操る真犯人                    | 安井国穂 末安正子 | 本橋圭太 |
| 6    | 2017年10月01日 | 美人弁護士の裏の顔 他人をかばって無罪になる法律トリック!?                                                        | 小峯裕之          | 伊藤寿浩 |